# بن هینو
بن هینو (به انگلیسی: Ben Haenow) (زاده ۶ ژانویه ۱۹۸۵) خواننده انگلیسی است.
او در سال ۲۰۱۴ و در فصل یازدهم ایکس فاکتور بریتانیا اول شد .